# أري بنجامين مايرز
أري بنجامين مايرز (بالإنجليزية: Ari Benjamin Meyers)‏ هو ملحن وموسيقي أمريكي، ولد في 20 يونيو 1972 في نيويورك في الولايات المتحدة.

## وصلات خارجية
- الموقع الرسمي
- أري بنجامين مايرز على موقع IMDb (الإنجليزية)
- أري بنجامين مايرز على موقع ميوزك برينز (الإنجليزية)
- أري بنجامين مايرز على موقع ديسكوغز (الإنجليزية)